# Sheilah Graham Westbrook
Sheilah Graham Westbrook (właśc. Lily Sheil; ur. 15 września 1904 w Leeds, zm. 17 listopada 1988 w Palm Beach) – brytyjsko-amerykańska dziennikarka, pisarka, jedna z trzech opisujących Hollywood w okresie jego rozkwitu (pozostałe dwie to Louella Parsons i Hedda Hopper).
Pochodziła z Anglii, była córką żydowskiego krawca, imigranta z Ukrainy Louisa Sheila i Rebekki Sheil. Była kochanką pisarza F. S. Fitzgerlada do jego śmierci. Romans trwał wtedy, gdy żona Fiztgeralda przebywała w szpitalu dla umysłowo chorych. Westbrook była trzykrotnie zamężna.
Była matką pisarza Roberta Westbrooka. Zmarła w wieku 84 lat. Przyczyną śmierci była niewydolność serca.

## Książki[2]
- Gentleman-Crook. A Novel. (1933)
- Beloved Infidel: The Education of a Woman (1958, wraz z Geroldem Frank) – ekranizacja z 1959, w roli Graham wystąpiła Deborah Kerr[3]
- Rest of the Story: The Odyssey of a Modern Woman (1964)
- College of One: The Story of How F. Scott Fitzgerald Educated the Woman He Loved (1967)
- Confessions of a Hollywood Columnist (1969)
- The Garden of Allah (1969)
- A State of Heat (1972)
- How to Marry Super Rich: Or, Love, Money and the Morning After (1974)
- For Richer, for Poorer (1975)
- The Real F. Scott Fitzgerald, Thirty-Five Years Later (1976)
- The Late Lily Shiel (1978)
- My Hollywood: A Celebration and a Lament (1984)
- Hollywood Revisited: A Fiftieth Anniversary Celebration (1985)